# Accademia lettone delle Scienze
L'Accademia lettone delle Scienze (in lettone: Latvijas Zinātņu akadēmija; in latino: Academia Scientiarum Latviensis ) è la principale istituzione scientifica della Lettonia. La sede dell'accademia si trova nell'omonimo palazzo nel centro di Riga. L'accademia, istituita nel 1946 come Accademia delle Scienze della RSS lettone (in lettone: Latvijas PSR Zinātņu akadēmija), ha cambiato la sua denominazione al momento dell'indipendenza della Lettonia, avvenuta nel 1990. L'attuale presidente è Ojārs Spārītis.